# Анюта (оповідання)
«Анюта» (рос. Анюта) — оповідання А. П. Чехова, вперше опубліковане в 1886 році.

## Історія
Оповідання було написане А. П. Чеховим в 1886 році, вперше опубліковане 5 березня (за старим стилем: 23 лютого), в журналі «Осколки» № 8 за 1886 рік з підписом «А. Чехонте». У відредагованому варіанті воно з'явилося в збірнику «Строкаті оповідання» 1886 року. Пізніше воно було включене Чеховим у другий том його творів, опублікованих книговидавцем Адольфом Марксом у 1899—1901 роках.
16 (3-го за старим стилем) лютого 1886 році в листі письменнику Миколі Лейкіну Чехов писав про можливі проблеми з цензурою: «Шлю оповідання… У ньому присутні студіози, але неоліберального нічого немає. Та й пора кинути церемонитися». Оповідання було затримане цензорами. 6-7 лютого Лейкін відповів Чехову: «Ваше оповідання, призначене № 6, не пропущено. „Анюта“ залишена цензором до комітету, але це рівносильно вже, що оповідання загинуло для „Осколків“. Пуританство якесь, неодмінно хочуть, щоб в оповіданнях не були люди, що перебувають у позашлюбному співжитті, чи що? Чортзна що! Страшенно розлючений… Гранки „Анюти“ поки не додаю. Завтра вдень поїду до цензора і переговорю з ним».
Надалі цензурний комітет пропустив «Анюту», зробивши ряд купюр. 13-14 лютого 1886 року Лейкін повідомив Чехова: «Зараз отримав з цензурного комітету пакет з Вашим оповіданням „Анюта“. Комітет пропустив його, але з помарками. Недоліки полягають у тому, що затуманено позашлюбне співжиття з Анютою студента, затуманено тим, що раніше вона жила з іншими студентами. На мій погляд, оповідання не дуже зіпсоване і все-таки залишилося хорошим».
Перед публікацією оповідання в зібранні творів Чехов переробив текст. У тексті автором були зроблені скорочення, проведена стилістична правка. Змінений образ Анюти — прибрані подробиці, що увиразнювали її безхарактерність. З тексту був прибраний персонаж — юрист Кликушин, його монолог був відданий художнику Фетисову. В описі номера з мовлення персонажів були прибрані вульгаризми, переписаний фінал оповідання.

## Сюжет
Анюта, молода дівчина, живе в бідності в номері готелю «Лісабон» зі Степаном Клочковим, студентом-медиком третього курсу, будучи для нього, крім іншого, анатомічною моделлю. Вона підробляє вишиванням і замислюється, як би вибратися з убогості. До них заходить художник Фетисов і просить Клочкова позичити йому дівчину на кілька годин як натурницю. Клочков погоджується, але у дівчини немає бажання позувати. Клочков наполягає: «Ну, годі! Людина для мистецтва просить, а не для дрібниць яких-небудь. Чому не допомогти, якщо можеш?». Друзі розсуджують про естетику. Художник веде дівчину.
Через деякий час дівчина повертається від художника, втомлена від довгого стояння натурницею. Клочков вирішує залишити Анюту, але з жалю дозволяє їй залишитися у нього ще на тиждень.